# Hoteli i Gjuetisë
Het Hoteli i Gjuetisë ([hɔtɛli i ɟuɛtis(ə)]; Albanees voor 'jachthotel' of 'stroophotel') is een hotel met zes kamers in een groenrijke omgeving in het dorpje Ishull i Lezhës, op de grens tussen de Albanese gemeenten Lezhë en Shëngjin in het district Lezhë, dat deel uitmaakt van de gelijknamige prefectuur. Het complex heeft de vorm van een soort E, waarbij de drie benen zich naar achteren uitstrekken, tussen een achtertuin die overwoekerd is door hoog onkruid.

## Geschiedenis
De constructie werd tijdens de Italiaanse overheersing in de jaren 30 als jachthut gebouwd door graaf Galeazzo Ciano, Italiaans minister van Buitenlandse Zaken en schoonzoon van Benito Mussolini. Tijdens de communistische periode heeft men er een overheidshotel van gemaakt, waar geregeld regeringsfunctionarissen vakanties doorbrachten. Na het overlijden van dictator Enver Hoxha en diens opvolging door Ramiz Alia werd het restaurant ook opengesteld voor buitenlandse bezoekers, en aan het einde van het communistische tijdperk zijn ook de slaapkamers voor ieder beschikbaar gemaakt. Het Hoteli i Gjuetisë werd tijdens de rellen van 1997 zwaar beschadigd, maar is in 2003 opgelapt.

## Het Hoteli i Gjuetisë heden ten dage
Het etablissement offreert zijn gasten vandaag de dag een naar westerse normen zeer basaal comfort, en is vooral bekend om zijn restaurant, waar de traditionele Albanese keuken, met name verse vis, wordt geserveerd. De grote, met hout aangeklede eetzaal is gedecoreerd met tapijten en jachttrofeeën, en er zijn aan de rechterkant een aantal zithoeken. Buiten beschikt het hotel over een grote met bomen beplante voortuin, waar ook gegeten en gedronken kan worden.
Het hotel is vooral voor wie naar de streek komt om te vogelen in de Kune-Vaindraslanden geschikter gelegen dan die in het centrum van Lezhë, zoals de Liss-Uldedaj. De prijs van een overnachting met ontbijt bedroeg in 2009 omgerekend circa tien euro.

## Trivia
- Het Hoteli i Gjuetisë speelt een niet onbelangrijke rol in het verhaal Ikja e shtërgut van van de Albanese schrijver Ismail Kadare.